# Hellmuth Reichel
Hellmuth Reichel (ur. 16 listopada 1900 w Chropaczowie, zm. 26 czerwca 1962 w Bad Pyrmont) – niemiecki balneolog i profesor.

## Życiorys
Reichel dorastał w przemysłowym Chropaczowie na Górnym Śląsku i tam zdał maturę. Następnie studiował medycynę na Uniwersytecie Wrocławskim i działał w tym czasie w Korpusie Śląskim. Po zdaniu egzaminu państwowego w 1924 Reichel pracował w Budziszynie, Gelsenkirchen, Berlinie i Lipsku. Habilitował się z chorób wewnętrznych na Uniwersytecie w Lipsku. 
W 1936 wyjechał do Bad Pyrmont jako kierownik Instytutu Balneologicznego i jednocześnie otworzył praktykę jako lekarz zdrojowy. W czasie II wojny światowej służył w różnych miejscach i awansował na starszego lekarza sztabowego. Po zakończeniu wojny wrócił do Bad Pyrmont i oprócz swojej praktyki i Instytutu Balneologicznego pracował również jako wykładowca balneologii na Uniwersytecie w Getyndze, gdzie został także mianowany adiunktem w 1962 roku.

## Ważniejsze publikacje
- Balneologiczna, klimatyczna i dietetyczna terapia chorób krwi, Bad Pyrmont 1937
- Wpływ źródeł stali węglowej kąpieli Pyrmont na diurezę i gospodarkę wodną człowieka, Bad Pyrmont 1937
- Dietetyczne leczenie chorób stawów, Bad Pyrmont 1938
- Reumatyzm nerwowy, Bad Pyrmont 1939
- Najnowsze prace z zakresu klimatoterapii, Bad Pyrmont 1939
- Balneologia ogólna, Bonn 1958